# Пётр (Соколов)
Архиепископ Пе́тр (в миру Па́вел Ива́нович Соколо́в; 1 ноября 1863, Балтай, Саратовская губерния — 16 мая 1937, Воронеж) — епископ Русской православной церкви, архиепископ Воронежский и Задонский.

## Биография
Родился в семье священника.
В 1885 году окончил Саратовскую духовную семинарию. Был преподавателем Закона Божия в школах Саратова.
С 23 февраля 1886 — священник.
В 1892—1913 был священником-миссионером Саратовской епархии.
С 1913 — духовник Саратовского Крестовоздвиженского женского монастыря, настоятель монастырского храма. Овдовел.
В 1923 года выступил на общем собрании саратовского духовенства с резкой критикой обновленческого движения. Возглавил делегацию, направленную к епископу Уральскому Тихону (Оболенскому) с просьбой принять на себя управление Саратовской епархией. После отказа епископа Тихона священник Павел Соколов дал согласие стать кандидатом в епископы; другой кандидат священник Михаил Марин, участник Поместного Собора, так и не дал ответа, а иеромонах Николай (Парфёнов), пользовавшийся почётом у верующих, не годился для управляющего епархией из-за инвалидности.
Для совершения хиротонии решено было пригласить в Саратов двух епископов: Варлаама (Пикалова), бывшего лет пять тому викарием Вольским и епископа Иова (Рогожина), уехавшего на Кавказ. От обоих было получено согласие.
18 марта 1923 года в Казанском Николо-Тихоновском скиту при Саратовском Спасо-Преображенском мужском монастыре епископы Иов (Рогожин) и Варлаам (Пикалов) тайно рукоположили его во епископа Сердобского, викария Саратовской епархии. По воспоминаниям Александра Соловьёва, «на хиротонии присутствовали только монахи скита и два-три человека из мирян. Всё хранилось в глубокой тайне и делалось как можно быстрее. На другой день после хиротонии Варлаам и Иов уехали из Саратова (через Разбойщину)».

Итак, у нас был епископ, однако было решено не объявлять об этом некоторое время. Хотелось, чтобы все окончательно успокоилось. Впрочем, владыка Петр [Соколов] нервничал, считая неудобным скрывать своё епископское достоинство. В таком положении прошло месяца полтора. Наконец, под Троицу [14 (27) мая] владыка Петр [Соколов] отслужил всенощную в крестовой церкви, сказав прекрасную проповедь в связи с началом своего епископского служения. А на другой день в Троицком соборе (старом) была совершена торжественная литургия и молебен. Под звон колоколов и среди тысячной толпы народа новый саратовский владыка «проследовал в свои покои» (он занимал квартиру в доме при женском монастыре, на углу Московской и Покровской ул[иц]). В саратовском церковном мире это произвело потрясающее впечатление. «Живоцерковники» были застигнуты врасплох и как-то растерялись. Совершенно не ожидало этого и то духовенство, которое вместе с церковными советами подчинилось обновленческому «ВЦУ». Теперь у этого духовенства отпало всякое оправдание дальнейшему подчинению «ВЦУ». Большое значение имел при этом и тот личный авторитет, которым еп[ископ] Петр [Соколов] пользовался среди саратовского духовенства.
В течение двух-трёх дней все саратовские священники и дьяконы явились к владыке Петру [Соколову] с просьбой принять их в церковное общение. Не явилось лишь несколько обновленцев, которые, кстати сказать, были не саратовцами, а приезжими. Еп[ископ] Петр [Соколов] требовал от духовенства покаяния, соединённого с публичным признанием своей вины в храмах. Члены церковных советов — миряне принимались без всяких формальностей. Предполагалось, что и они принесут покаяние на своей исповеди. Не прошло и двух недель, как все саратовские церкви, за исключением кладбищенской, Ново-Покровской и кафедрального собора, были под управлением еп[ископа] Петра [Соколова]. После этого начало ежедневно приезжать духовенство и миряне из уездов. Люди толпились в квартире владыки Петра [Соколова] с утра до вечера: сидели в комнатах, в прихожей, сидели на лестнице. Примерно через месяц вся Саратовская епархия, за исключением двух-трех церквей в уездных городах, была присоединена. Стали приезжать верующие из других епархий. Приехала делегация из Астрахани. Из состава делегации я хорошо помню священника Карасева. Он был невысокого роста, худощавый, с красивым, умным и приятным лицом. Владыка Петр [Соколов] попросил астраханцев прийти на следующий день. Когда они вышли и мы остались вдвоем с владыкой, он сказал, обращаясь ко мне: «Ну как, Александр Александрович, что делать с астраханцами?» Я ответил: «Наверное, владыка, Вы еще не забыли, как мы ездили к еп[ископу] Тихону [Оболенскому] и с каким огорчением вернулись от него, получив отказ?» У владыки этот вопрос, впрочем, был уже предрешен: он, не колеблясь, принял Астраханскую епархию во временное управление. Приезжало также духовенство и миряне из Уральской, Пензенской и Самарской епархий. Решено было принять и эти епархии, а тем временем как можно скорее рукоположить новых викариев и разослать их по этим епархиям для управления.

В том же году, по выходе из заключения Патриарха Тихона, ездил к нему в Москву. Патриарх Тихон утвердил его хиротонию и подписал назначение епископом Вольским, викарием Саратовской епархии.
Активная борьба владыки Петра против обновленчества привела к тому, что многие их сторонники вернулись в Патриаршую церковь — священников и диаконов он принимал в общение только после публичного покаяния в храмах.
Кроме того, он поочередно временно управлял приходами Астраханской, Самарской, Уральской и Пензенской епархий.
В 1923 года епископ Петр был арестован Саратовским ОГПУ и 7 декабря 1923 года осужден на 3 года заключения в Соловецких лагерях по 69-й статье УК «Возбуждение верующих против Советской власти». Срок заключения отбывал в Соловецком лагере.
После освобождения из лагеря 31 октября 1926 года почти целый год безвыездно проживает в городе Кирсанове, и только после этого получает разрешение прибыть в Саратов, получая назначение управляющего Саратовской епархией.
С 1928 года — епископ Камышинский, викарий Саратовской епархии.
13 августа 1930 году был назначен епископом Могилёвским, но в управление епархией не вступил, так как его предшественник отказался от перевода в город Сталинград и остался на кафедре.
С 5 сентября 1930 года — епископ Сталинградский.
Издал распоряжение проводить богослужения круглосуточно, чтобы все верующие имели возможность их посещать. Также поощрял богослужения на частных квартирах, что было особенно актуально после того, как в декабре 1932 года в Сталинграде был закрыт последний храм, находившийся в его юрисдикции, а другой храм был передан верующим после их просьбы только через полгода.
Петр (Соколов), управляя епархией, твердо придерживался Сергиевской ориентации, вел борьбу с обновленцами и илиодоровцами. В декабре 1932 г. в Сталинграде был закрыт последний храм, находившийся в управлении Петра (Соколова), — Троицкий. Верующие обратились в Постоянную комиссию по вопросам культов при Президиуме В ЦИК с просьбой об открытии храма, так как тысячам верующих приходится посещать удаленные сельские церкви. В июле 1933 году Сталинградский горсовет получил из Москвы разрешение предоставить «сергиевцам» Алексеевскую кладбищенскую церковь 26 июля 1933 г. в Алексеевском храме состоялось первое богослужение.
16 апреля 1933 года возведён в сан архиепископа.
9 мая 1934 года направил митрополиту Заместителю Патриаршего Местоблюстителя митрополиту Сергию (Страгородскому) рапорт, в котором поздравлял его с возведением в достоинство митрополита Московского и Коломенского.
23 апреля 1935 был арестован вместе со священнослужителями Алексеевской церкви Сталинграда. Обвинён в систематических пропагандистских проповедях антисоветского характера. Во время следствия признал только, что критиковал в проповедях учения Чарльза Дарвина и статьи газеты «Известия» за неверную информацию о положении Русской православной церкви за границей.
2 октября 1935 Особое совещание при НКВД СССР вынесло ему обвинительный приговор, но он был освобождён, так как отбыл наказание во время предварительного заключения.
12 ноября 1935 года архиепископ Петр был переведён из Сталинграда на Воронежскую кафедру, а в октябре 1936 года — на Петровскую.
В октябре 1936 был арестован и скончался в заключении.